# Raja
Raja este un gen de Batoidea, familia Rajidae.

## Specii din genul Raja
- Raja ackleyi Garman, 1881.
- Raja africana Capapé, 1977.
- Raja asterias Delaroche, 1809.
- Raja bahamensis Bigelow et Schroeder, 1965.
- Raja batis'' Linnaeus, 1758
- Raja binoculata Girard, 1855.
- Raja brachyura Lafont, 1873
- Raja cervigoni Bigelow et Schroeder, 1964.
- Raja clavata Linnaeus, 1758
- Raja cortezensis McEachran et Miyake, 1988.
- Raja eglanteria Bosc in Lacepède, 1800.
- Raja equatorialis Jordan et Bollman, 1890.
- Raja herwigi Krefft, 1965.
- Raja inornata Jordan et Gilbert, 1881.
- Raja maderensis Lowe, 1838.
- Raja microocellata Montagu, 1818
- Raja miraletus Linnaeus, 1758.
- Raja montagui Fowler, 1910
- Raja polystigma Regan, 1923.
- Raja pulchra Liu, 1932.
- Raja radula Delaroche, 1809.
- Raja radiata Donovan 1807
- Raja rhina Jordan et Gilbert, 1880.
- Raja rondeleti Bougis, 1959.
- Raja senta Garman, 1885
- Raja spinicauda Jensen 1914
- Raja stellulata Jordan et Gilbert, 1880.
- Raja straeleni Poll, 1951.
- Raja texana Chandler, 1921.
- Raja undulata Lacepede, 1802)
- Raja velezi Chirichigno F., 1973.